# Mīkāl
Mīkāl (persiska: میکال) är en ort i Iran.   Den ligger i provinsen Gilan, i den nordvästra delen av landet, 180 km nordväst om huvudstaden Teheran. Mīkāl ligger 1 415 meter över havet och antalet invånare är 456.
Terrängen runt Mīkāl är huvudsakligen kuperad, men österut är den bergig. Runt Mīkāl är det ganska glesbefolkat, med 45 invånare per kvadratkilometer. Närmaste större samhälle är Deylamān, 5,7 km väster om Mīkāl. Trakten runt Mīkāl består i huvudsak av gräsmarker.